# Ternin
Ternin – rzeka we Francji, przepływająca przez tereny departamentów Côte-d’Or, Nièvre oraz Saona i Loara, o długości 48 km. Stanowi prawy dopływ rzeki Arroux.